# LHS 1140
LHS 1140 (GJ 3053) — звезда в созвездии Кита. Находится на расстоянии приблизительно 40 световых лет от Солнца. Вокруг звезды обращается, как минимум, две планеты.

## Характеристики
LHS 1140 представляет собой тусклый холодный красный карлик 14,18 видимой звёздной величины. Его масса и радиус составляют 14 % и 18 % солнечных соответственно. Температура поверхности составляет около 3131 кельвинов, что в два раза меньше данного показателя на Солнце. Светимость звезды равна 0,00441 светимости Солнца. Возраст LHS 1140 оценивается приблизительно в 5 миллиардов лет.

## Планетная система
В 2017 году группой европейских астрономов было объявлено об открытии планеты LHS 1140 b в системе LHS 1140. Предположительно, это каменистая планета с плотной атмосферой. Её масса и радиус равны 6,98 ± 0,,89 и 1,727 ± 0,032 земных соответственно, средняя плотность — 7,5 г/см³. То есть она относится к категории суперземель. Она находится в так называемой зоне обитаемости, условной области, где температурный режим планеты подходит для существования морей и океанов. Первооткрыватели LHS 1140 b утверждают, что она является хорошим кандидатом для поиска внеземной жизни.
Полученные наблюдательные данные позволяют предполагать наличие ещё двух планет в системе LHS 1140 .
Внутренняя планета LHS 1140 c обращается по орбите с периодом 3,778 суток (эксцентриситет (e) < 0,14), имеет радиус и массу 1,282 ± 0,024 1,81 ± 0,39 земных соответственно, средняя плотность — 4,7 г/см³.